# Allocryptobia musae
Allocryptobia musae is een vlinder uit de familie van de houtboorders (Cossidae). De wetenschappelijke naam van de soort werd voor het eerst geldig gepubliceerd in 1854 door Herrich-Schäffer als Cryptobia musae.